# Катрахов, Валерий Вячеславович
Валерий Вячеславович Катрахов (1949—2010) — советский и российский учёный в области математики, доктор физико-математических наук. Преподаватель высшей школы, профессор. Организатор науки.

## Биография
Родился 4 августа 1949 года на Сахалине, в семье офицера Советской армии, Вячеслава Тимофеевича Катрахова.
По месту работы отца семья переехала в Воронеж, В. Т. Катрахов работал на Воронежском авиационном заводе, мать, Катрахова Клавдия Васильевна, работала врачом в поликлинике.
В 1966 году Валерий окончил математический класс школы № 15 города Воронежа и в том же году поступил на математический факультет Воронежского государственного университета. В 1971 году окончил Университет с отличием и продолжил обучение в аспирантуре Университета (1971—1972). По окончании аспирантуры работал на кафедре дифференциальных уравнений незадолго перед тем (1969) образованного факультета прикладной математики и механики, ассистент (1972—1974), старший преподаватель (1974—1980), доцент (1980—1983), заведующий кафедрой вычислительной математики факультета прикладной математики и механики (1983—1987, по другим данным (1980—1985)).
В 1977 году работа В. В. Катрахова «Сингулярные краевые задачи и их приложение к оптимальному управлению» получила премию Воронежского Комсомола в области науки и техники.
В течение ряда лет он возглавлял научным студенческим обществом факультета прикладной математики и механики, занимал должность заместителем декана по научной работе (на общественных началах), был членом учёного совета факультета и специализированного совета Университета по защите кандидатских диссертаций.
В 1987 году переехал на работу во Владивосток. Сотрудник Института прикладной математики ДВО АН СССР/РАН, старший научный сотрудник, заведующий лабораторией, заместитель директора. В 1995 году перешёл в Дальневосточный коммерческий институт (ныне — Тихоокеанский государственный экономический университет), преподавал также в ряде других дальневосточных вузов.
В 2006 году возвратился в Воронеж, занял должность профессора на кафедрах дифференциальных уравнений, программного обеспечения и администрирования систем факультета прикладной
математики и механики Воронежского государственного университета.
В 1974 году в Воронежском государственном университете защитил кандидатскую диссертацию на тему «О спектральной функции сингулярных дифференциальных операторов», научный руководитель профессор Иван Александрович Киприянов. В 1989 году — в Новосибирском государственном университете докторскую диссертацию на тему «Сингулярные эллиптические краевые задачи. Метод операторов преобразования».
Умер в 2010 году, похоронен в Воронеже на Коминтерновском кладбище.
Был женат, жена — Катрахова Алла Анатольевна, преподавала математику, дочь — Катрахова Алла Валерьевна, работала врачом.

## Научные интересы
Автор и соавтор около 150 научных работ. Основные результаты в теории сингулярных и вырождающихся дифференциальных уравнений, специальных функций и операторов дробного интегро-
дифференцирования, теории функций и функциональном анализе, спектральной теории и псевдодифференциальных операторов, численных методов и оптимальном управлении, математической
физике и математическом моделировании. Дал решение систем сингулярных дифференциальных и псевдодифференциальных уравнений с весовыми краевыми условиями, постановку и решение новых краевых задач для решений с существенными особенностями, ввёл новое свёрточное нелокальное краевое условие «K-следа» для решений с особенностями, ввёл новый класс счётно-нормированных пространств Фреше на основе операторов преобразований для постановки задач и доказательства корректности для эллиптических уравнений с существенными
сингулярностями в изолированных особых точках, ввёл новые классы операторов преобразования и дробного интегродифференцирования, предложил новые постановки краевых задач
для дифференциальных уравнений с особенностями в угловых областях и в пространстве Лобачевского, матричный метод исследования модели Изинга. Использовал и развивал метод операторов преобразования.
Создал научную школу, среди его учеников четыре доктора наук (Н. И. Головко, А. Б. Муравник, И. П. Половинкин, С. М. Ситник) и около десяти кандидатов наук.